# Rally van Groot-Brittannië
De Rally van Groot-Brittannië, formeel bekend onder de naam Wales Rally of Great Britain, en voorheen als de RAC Rally, is een rallyevenement die in zijn huidige vorm gehouden wordt in Wales, in Groot-Brittannië, als ronde van het wereldkampioenschap rally.

## Geschiedenis
De inaugurele editie van de rally vond plaats in 1932, onder de naam Royal Automobile Club (RAC) Rally. Het was het eerste grote rallyevenement van de moderne tijd in Groot-Brittannië, die toentertijd gestart werd vanuit verschillende steden her en der op het eiland. Het officiële programma luidde:
"Different routes are followed from the nine starting points, each approximately 1,000 miles (1,600 km) long, but all finishing at Torquay. On every route there are four controls in addition to the starting and finishing controls, and these are open for periods varying from seven to four hours. Competitors may report at these controls at any time during the hours of opening.......At the final control they must check in as near their fixed finishing time as possible, and any considerable deviation from this time results in loss of marks."
Naast dat de route moest worden afgelegd binnen een bepaald tijdschema, moesten de deelnemers ook speciale oefeningen ondergaan die te maken hadden met langzaam rijden, acceleratie en remmen. Bij de finish vond ook een Concours d'Elegance plaats. Een officiële winnaar was er niet, maar Kolonel A.H. Loughborough wordt doorgaans erkend als degene die het minst aantal strafpunten ontving. De rally werd tot aan 1939 in deze vorm verreden. Met de uitbraak van de Tweede Wereldoorlog kende het evenement echter geen doorgang, en zou pas in 1951 weer terugkeren. Vanaf de jaren zestig begon de rally, naast meer professionaliteit, ook een internationale status te creëren, met voornamelijk een groot aantal deelnemers uit Scandinavische landen, die uiteindelijk ook tot grote successen kwamen in het evenement.
In 1970 werd de rally onderdeel van het internationaal kampioenschap voor constructeurs, hetzelfde jaar dat ook de eerste hoofdsponsor prominent in de naam verwerkt werd. Met de introductie van het wereldkampioenschap rally in 1973, kreeg de rally de status als WK-rally, die het tot op heden nog steeds behoudt. De rally werd oorspronkelijk door heel Groot-Brittannië verreden, met klassementsproeven door Engeland, Schotland en Wales. Sinds het einde van de jaren negentig is de rally echter compacter geworden, zodoende dat het evenement tegenwoordig geconcentreerd is in Wales, met Deeside dienend als huidige start- en finishplaats. Met uitzondering van de verschillende titel sponsoren, heeft de rally tot aan 1997 bekendgestaan als de RAC Rally. Daarna is er over gegaan op een titel die het gebied aanduidt; tegenwoordig Wales Rally of Great Britain of simpelweg Wales Rally GB.
Voormalig wereldkampioenen Hannu Mikkola en Petter Solberg wonnen het evenement beide vier keer, de laatstgenoemde allen achtereenvolgend. Sébastien Ogier evenaarde hun in 2016 en deed dit in dezelfde stijl als Solberg.

### Officiële benaming
| Periode      | Naam                             |
| ------------ | -------------------------------- |
| 2003 – heden | Wales Rally of Great Britain     |
| 2009         | Rally of Great Britain           |
| 1998 – 2002  | Network Q Rally of Great Britain |
| 1993 – 1997  | Network Q RAC Rally              |
| 1974 – 1992  | Lombard RAC Rally                |
| 1970 – 1973  | Daily Mirror RAC Rally           |
| 1932 – 1969  | RAC Rally                        |

In 2005 was de rally het toneel van een tragisch ongeluk van Peugeot-fabrieksrijder Markko Märtin. Op een van de slotproeven verliet hij de weg en kwam daarbij in aanraking met een boom, die zich aan de zijde van de navigator in de auto wrong. Märtins navigator Michael Park kwam hierbij terplekke om het leven; het eerste fatale ongeval in het WK Rally in ruim tien jaar tijd. De rally werd daarna gelijk stopgezet. Op de desbetreffende boom is sindsdien een herdenkings plakkaat geplaatst.

## Wedstrijdkarakteristieken
Sinds het midden van de jaren zeventig staat de rally bekend als afsluiter van het seizoen, die dan traditioneel in november plaatsvindt. Het is daarom in verschillende aspecten een laatste geworden, waaronder de laatste WK-rally voor Groep B auto's op Europees grondgebied, in 1986, en in 2010 van de 2-liter World Rally Cars. Ook heeft het door deze positionering op de kalender vaak gediend als beslissende factor in het kampioenschap; voornamelijk dat van de rijders. Het grootste voorbeeld hiervan vond plaats in 1998, toen Carlos Sainz content was voor zijn derde wereldtitel, totdat hij op de slotproef enkele honderden meters voor de finish met motorpech stil viel en op moest geven. In 2004 en 2005 werd de rally verreden op een september datum (en dus niet als seizoensafsluiter), maar is sindsdien weer teruggezet op zijn oorspronkelijke plaats.
Ook spelen de typische regenachtige weersomstandigheden vaak een grote rol in de rally. De proeven liggen er dan namelijk slecht bij, waar vooral de modderige weggetjes door de diepe bossen het evenement typeren. Daarnaast stond de rally echter ook bekend om zijn 'Spectator Stages' (proeven speciaal voor de toeschouwer), door de rijders zogenoemde 'Micky Mouse proeven' (vanwege het weinig uitdagend karakter ervan), die vaak verreden werden over iemands landgoed of openbare parken. Deze hebben in recente jaren plaats gemaakt voor 'Super Special Stages' (SSS), die net als in het gros van de andere WK-rally's doen plaatsvinden in een stadion.
De rally was tot aan 1989 nog steeds een kaartlees wedstrijd, totdat het vanaf 1990 ook overging op de moderne 'pacenotes' (directe aanwijzingen).

## Lijst van winnaars

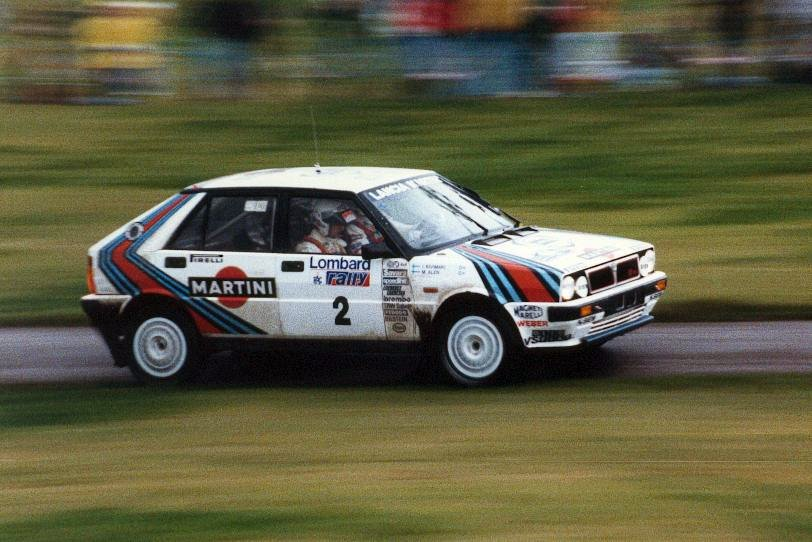
De zogenaamde 'Spectatos Stages', bedoeld voor het publiek, werden vanaf de jaren zeventig een bekend beeld van de rally, zoals hier in 1987

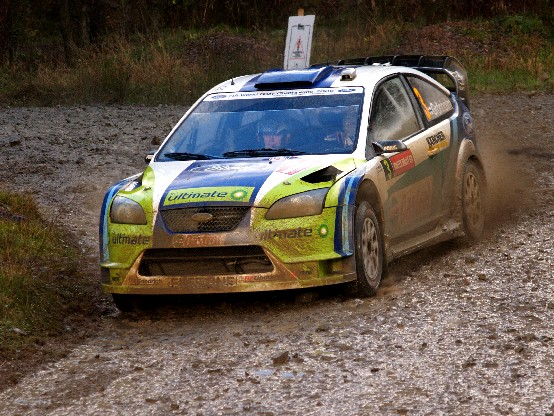
Karakteristieke weersomstandigheden tijdens de 2006 editie van het evenement

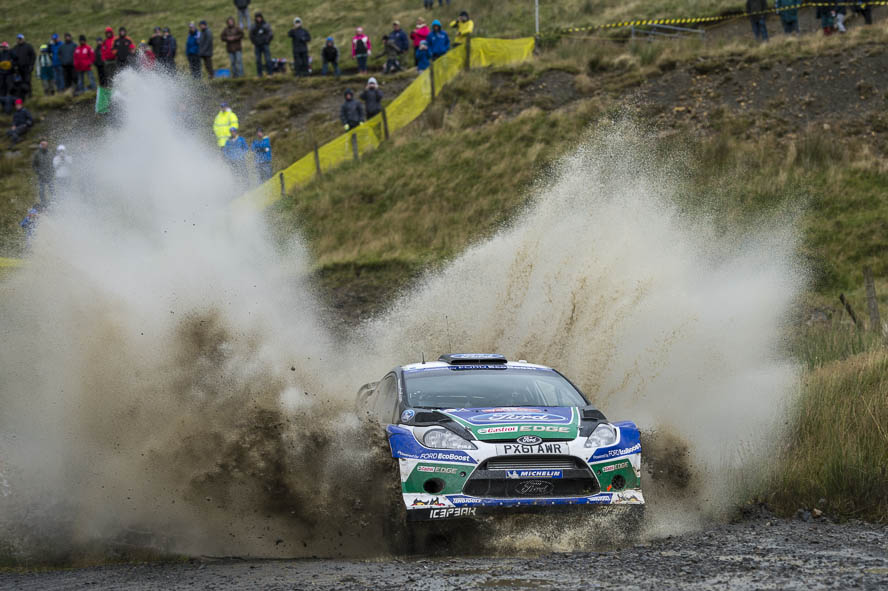
Jari-Matti Latvala won de rally in 2011 en hier in 2012

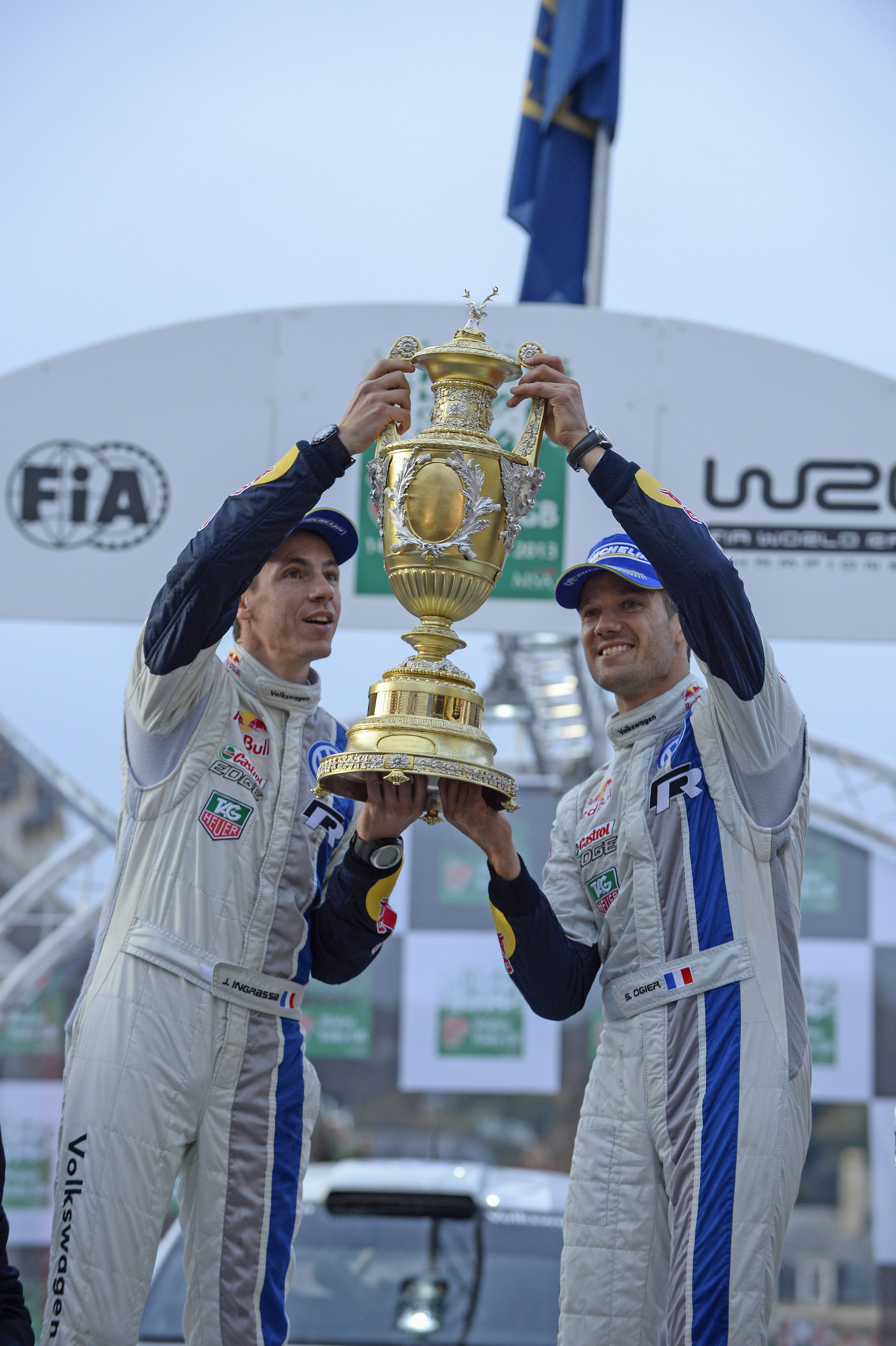
Winnaars Sébastien Ogier en Julien Ingrassia met de typische winnaarsbokaal in 2013

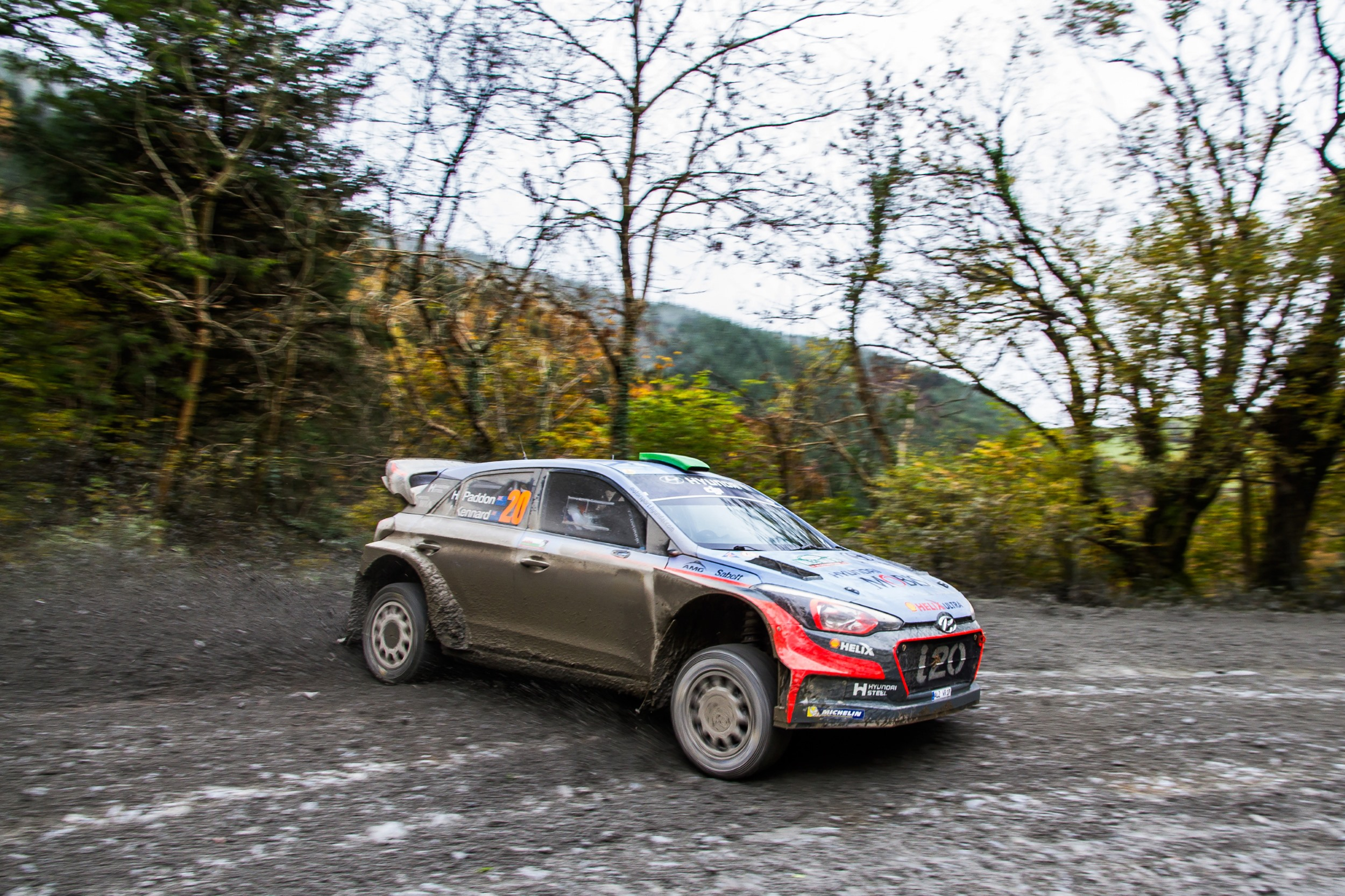
Hayden Paddon actief tijdens de 2016 editie van het evenement

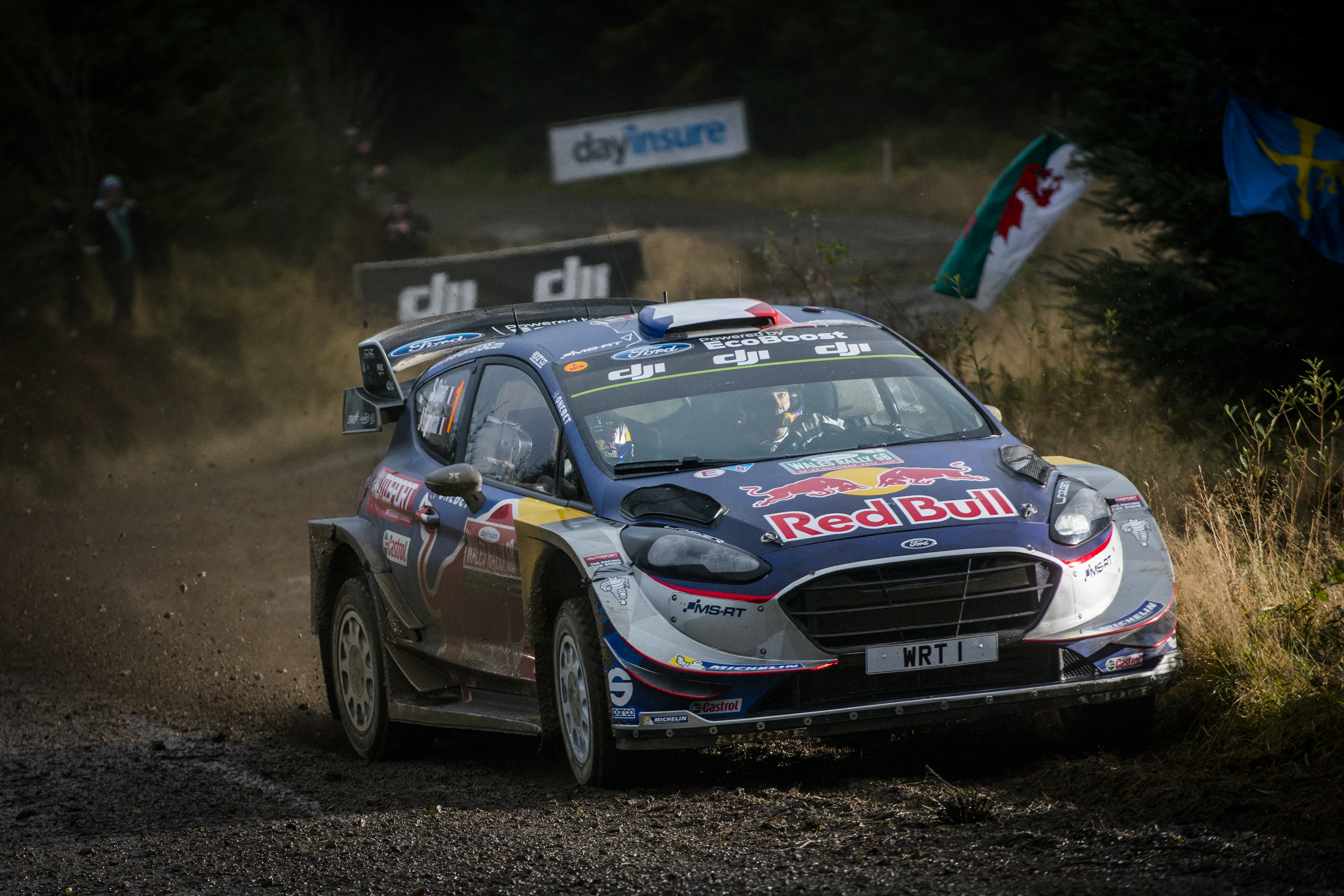
Viervoudig winnaar Ogier in actie tijdens de rally in 2017

| Editie | Seizoen     | Rijder                                                         | Navigator                                                      | Auto                                                           |                                                                |
| ------ | ----------- | -------------------------------------------------------------- | -------------------------------------------------------------- | -------------------------------------------------------------- | -------------------------------------------------------------- |
| -      | 2020        | Rally geannuleerd omwille van de COVID-19-pandemie             | Rally geannuleerd omwille van de COVID-19-pandemie             | Rally geannuleerd omwille van de COVID-19-pandemie             |                                                                |
| 75     | 2019        | Ott Tänak                                                      | Martin Järveoja                                                | Toyota Yaris WRC                                               |                                                                |
| 74     | 2018        | Sébastien Ogier                                                | Julien Ingrassia                                               | Ford Fiesta WRC                                                |                                                                |
| 73     | 2017        | Elfyn Evans                                                    | Daniel Barritt                                                 | Ford Fiesta WRC                                                |                                                                |
| 72     | 2016        | Sébastien Ogier                                                | Julien Ingrassia                                               | Volkswagen Polo R WRC                                          |                                                                |
| 71     | 2015        | Sébastien Ogier                                                | Julien Ingrassia                                               | Volkswagen Polo R WRC                                          |                                                                |
| 70     | 2014        | Sébastien Ogier                                                | Julien Ingrassia                                               | Volkswagen Polo R WRC                                          |                                                                |
| 69     | 2013        | Sébastien Ogier                                                | Julien Ingrassia                                               | Volkswagen Polo R WRC                                          |                                                                |
| 68     | 2012        | Jari-Matti Latvala                                             | Miikka Anttila                                                 | Ford Fiesta RS WRC                                             |                                                                |
| 67     | 2011        | Jari-Matti Latvala                                             | Miikka Anttila                                                 | Ford Fiesta RS WRC                                             |                                                                |
| 66     | 2010        | Sébastien Loeb                                                 | Daniel Elena                                                   | Citroën C4 WRC                                                 |                                                                |
| 65     | 2009        | Sébastien Loeb                                                 | Daniel Elena                                                   | Citroën C4 WRC                                                 |                                                                |
| 64     | 2008        | Sébastien Loeb                                                 | Daniel Elena                                                   | Citroën C4 WRC                                                 |                                                                |
| 63     | 2007        | Mikko Hirvonen                                                 | Jarmo Lehtinen                                                 | Ford Focus RS WRC 07                                           |                                                                |
| 62     | 2006        | Marcus Grönholm                                                | Timo Rautiainen                                                | Ford Focus RS WRC 06                                           |                                                                |
| 61     | 2005        | Petter Solberg                                                 | Phil Mills                                                     | Subaru Impreza WRC2005                                         |                                                                |
| 60     | 2004        | Petter Solberg                                                 | Phil Mills                                                     | Subaru Impreza WRC2004                                         |                                                                |
| 59     | 2003        | Petter Solberg                                                 | Phil Mills                                                     | Subaru Impreza WRC2003                                         |                                                                |
| 58     | 2002        | Petter Solberg                                                 | Phil Mills                                                     | Subaru Impreza WRC2002                                         |                                                                |
| 57     | 2001        | Marcus Grönholm                                                | Timo Rautiainen                                                | Peugeot 206 WRC                                                |                                                                |
| 56     | 2000        | Richard Burns                                                  | Robert Reid                                                    | Subaru Impreza WRC2000                                         |                                                                |
| 55     | 1999        | Richard Burns                                                  | Robert Reid                                                    | Subaru Impreza WRC99                                           |                                                                |
| 54     | 1998        | Richard Burns                                                  | Robert Reid                                                    | Mitsubishi Carisma GT Evo V                                    |                                                                |
| 53     | 1997        | Colin McRae                                                    | Nicky Grist                                                    | Subaru Impreza WRC97                                           |                                                                |
| 52     | 1996        | Armin Schwarz                                                  | Denis Giraudet                                                 | Toyota Celica GT-Four                                          |                                                                |
| 51     | 1995        | Colin McRae                                                    | Derek Ringer                                                   | Subaru Impreza 555                                             |                                                                |
| 50     | 1994        | Colin McRae                                                    | Derek Ringer                                                   | Subaru Impreza 555                                             |                                                                |
| 49     | 1993        | Juha Kankkunen                                                 | Nicky Grist                                                    | Toyota Celica Turbo 4WD                                        |                                                                |
| 48     | 1992        | Carlos Sainz                                                   | Luís Moya                                                      | Toyota Celica Turbo 4WD                                        |                                                                |
| 47     | 1991        | Juha Kankkunen                                                 | Juha Piironen                                                  | Lancia Delta Integrale 16V                                     |                                                                |
| 46     | 1990        | Carlos Sainz                                                   | Luís Moya                                                      | Toyota Celica GT-Four                                          |                                                                |
| 45     | 1989        | Pentti Airikkala                                               | Ronan McNamee                                                  | Mitsubishi Galant VR-4                                         |                                                                |
| 44     | 1988        | Markku Alén                                                    | Ilkka Kivimäki                                                 | Lancia Delta Integrale                                         |                                                                |
| 43     | 1987        | Juha Kankkunen                                                 | Juha Piironen                                                  | Lancia Delta HF 4WD                                            |                                                                |
| 42     | 1986        | Timo Salonen                                                   | Seppo Harjanne                                                 | Peugeot 205 Turbo 16 E2                                        |                                                                |
| 41     | 1985        | Henri Toivonen                                                 | Neil Wilson                                                    | Lancia Delta S4                                                |                                                                |
| 40     | 1984        | Ari Vatanen                                                    | Terry Harryman                                                 | Peugeot 205 Turbo 16                                           |                                                                |
| 39     | 1983        | Stig Blomqvist                                                 | Björn Cederberg                                                | Audi quattro A1                                                |                                                                |
| 38     | 1982        | Hannu Mikkola                                                  | Arne Hertz                                                     | Audi quattro                                                   |                                                                |
| 37     | 1981        | Hannu Mikkola                                                  | Arne Hertz                                                     | Audi quattro                                                   |                                                                |
| 36     | 1980        | Henri Toivonen                                                 | Paul White                                                     | Talbot Sunbeam Lotus                                           |                                                                |
| 35     | 1979        | Hannu Mikkola                                                  | Arne Hertz                                                     | Ford Escort RS1800                                             |                                                                |
| 34     | 1978        | Hannu Mikkola                                                  | Arne Hertz                                                     | Ford Escort RS1800                                             |                                                                |
| 33     | 1977        | Björn Waldegård                                                | Hans Thorszelius                                               | Ford Escort RS1800                                             |                                                                |
| 32     | 1976        | Roger Clark                                                    | Stuart Pegg                                                    | Ford Escort RS1800                                             |                                                                |
| 31     | 1975        | Timo Mäkinen                                                   | Henry Liddon                                                   | Ford Escort RS1800                                             |                                                                |
| 30     | 1974        | Timo Mäkinen                                                   | Henry Liddon                                                   | Ford Escort RS1600                                             |                                                                |
| 29     | 1973        | Timo Mäkinen                                                   | Henry Liddon                                                   | Ford Escort RS1600                                             |                                                                |
| 28     | 1972        | Roger Clark                                                    | Tony Mason                                                     | Ford Escort RS1600                                             |                                                                |
| 27     | 1971        | Stig Blomqvist                                                 | Arne Hertz                                                     | Saab 96 V4                                                     |                                                                |
| 26     | 1970        | Harry Källström                                                | Gunnar Häggbom                                                 | Lancia Fulvia 1.6 Coupé HF                                     |                                                                |
| 25     | 1969        | Harry Källström                                                | Gunnar Häggbom                                                 | Lancia Fulvia 1.3 Coupé HF                                     |                                                                |
| 24     | 1968        | Simo Lampinen                                                  | John Davenport                                                 | Saab 96 V4                                                     |                                                                |
|        | 1967        | Rally geannuleerd in verband met de mond-en-klauwzeerepidemie. | Rally geannuleerd in verband met de mond-en-klauwzeerepidemie. | Rally geannuleerd in verband met de mond-en-klauwzeerepidemie. | Rally geannuleerd in verband met de mond-en-klauwzeerepidemie. |
| 23     | 1966        | Bengt Söderström                                               | Gunnar Palm                                                    | Ford Lotus Cortina                                             |                                                                |
| 22     | 1965        | Rauno Aaltonen                                                 | Tony Ambrose                                                   | BMC Mini Cooper S                                              |                                                                |
| 21     | 1964        | Tom Trana                                                      | Gunnar Thermanius                                              | Volvo PV544                                                    |                                                                |
| 20     | 1963        | Tom Trana                                                      | Sune Lundström                                                 | Volvo PV544                                                    |                                                                |
| 19     | 1962        | Erik Carlsson                                                  | David Stone                                                    | Saab 96                                                        |                                                                |
| 18     | 1961        | Erik Carlsson                                                  | John Brown                                                     | Saab 96                                                        |                                                                |
| 17     | 1960        | Erik Carlsson                                                  | Stuart Turner                                                  | Saab 96                                                        |                                                                |
| 16     | 1959        | Gerald Burgess                                                 | Sam Croft-Pearson                                              | Ford Zephyr Six                                                |                                                                |
| 15     | 1958        | Peter Harper                                                   | Dr. Bill Deane                                                 | Sunbeam Rapier                                                 |                                                                |
|        | 1957        | Rally geannuleerd in verband met de Suezcrisis.                | Rally geannuleerd in verband met de Suezcrisis.                | Rally geannuleerd in verband met de Suezcrisis.                | Rally geannuleerd in verband met de Suezcrisis.                |
| 14     | 1956        | Lyndon Sims                                                    | Rupert Jones Tony Ambrose                                      | Aston Martin DB2                                               |                                                                |
| 13     | 1955        | Jimmy Ray                                                      | Brian Horrocks                                                 | Standard Ten                                                   |                                                                |
| 12     | 1954        | John Wallwork                                                  | Harold Brooks                                                  | Triumph TR2                                                    |                                                                |
| 11     | 1953        | Ian Appleyard                                                  | Pat Appleyard                                                  | Jaguar XK120                                                   |                                                                |
| 10     | 1952        | Godfrey Imhof                                                  | Barbara Frayling                                               | Allard Cadillac J2                                             |                                                                |
| 9      | 1951        | Ian Appleyard                                                  | Pat Appleyard                                                  | Jaguar XK120                                                   |                                                                |
|        | 1950 - 1940 | Rally niet gehouden.                                           | Rally niet gehouden.                                           | Rally niet gehouden.                                           | Rally niet gehouden.                                           |
| 8      | 1939        | Abiegeg Fane                                                   |                                                                | BMW 328                                                        |                                                                |
| 7      | 1938        | Jack Harrop                                                    |                                                                | Jaguar SS100                                                   |                                                                |
| 6      | 1937        | Jack Harrop                                                    |                                                                | Jaguar SS100                                                   |                                                                |
| 5      | 1936        | C. Westcott                                                    |                                                                | Austin Seven                                                   |                                                                |
| 4      | 1935*       |                                                                |                                                                |                                                                |                                                                |
| 3      | 1934        | F. Spilkins                                                    |                                                                | Singer Le Mans                                                 |                                                                |
| 2      | 1933        | Kitty Brunell                                                  |                                                                | AC Ace                                                         |                                                                |
| 1      | 1932        | Col. A. H. Loughborough                                        |                                                                | Lanchester 15/18                                               |                                                                |

* Resultaten onbekend.